# Angostura granulosa
Angostura granulosa är en vinruteväxtart som först beskrevs av Kallunki, och fick sitt nu gällande namn av J. A. Kallunki. Angostura granulosa ingår i släktet Angostura och familjen vinruteväxter. Inga underarter finns listade i Catalogue of Life.